# Mangrulpir
Mangrulpir é uma cidade  no distrito de Washim, no estado indiano de Maharashtra.

## Demografia
Segundo o censo de 2001, Mangrulpir tinha uma população de 27,686 habitantes. Os indivíduos do sexo masculino constituem 52% da população e os do sexo feminino 48%. Mangrulpir tem uma taxa de literacia de 72%, superior à média nacional de 59.5%: a literacia no sexo masculino é de 78% e no sexo feminino é de 66%. Em Mangrulpir, 15% da população está abaixo dos 6 anos de idade.